# Albert Kuijpers
Albertus Arnoldus Joseph (Albert) Kuijpers (Geleen, 5 oktober 1920 – Gulpen, 21 april 2008) was een Nederlands politicus van de KVP.
Hij is afgestudeerd in de economie en ging in 1951 als hoofdcommies werken bij de gemeentesecretarie van Stein. In oktober 1961 werd Kuijpers benoemd tot burgemeester van Margraten. Bij de Limburgse gemeentelijke herindeling van januari 1982 fuseerde die gemeente met meerdere gemeenten in de buurt tot de nieuwe gemeente Margraten. Daarmee kwam zijn functie te vervallen.
Kuijpers overleed in 2008 op 87-jarige leeftijd.